# 曹翕
曹 翕（そう きゅう、生没年不明）は、中国三国時代から西晋にかけての人物。魏の皇族。祖父は曹操。父は曹徽。子は曹琨。

## 事績
正始3年（242年）、父の東平王曹徽が没し、後を継いだ。景初・正元・景元年間に何度も加増を受け、計3400戸を領した。
西晋の時代に入ると廩丘公となり、魏の宗室の中では曹志に次ぐ名声を得た。泰始2年（266年）、子の曹琨を入朝させて上表を奉るとこれを賞され、曹琨が騎都尉を加官されると共に、恩賞も下賜された。
『三国志』の注釈者である裴松之によると、著書に医学書の『解寒食散方』があった。一方、『隋書』経籍志によると、皇甫謐と論じ『寒食散方』を著したが、散逸したという。